# アサマリュウ
アサマリュウは、アングロアラブの日本の競走馬、馬術競技馬。競走馬としては特に目立った成績は残していないが、馬術競技転向後に全日本馬場馬選手権を4度制し海外でも実績をあげるなど元競走馬の馬術競技馬として今なおその代表格にあげられる。

## 経歴
1965年5月4日、北海道浦河町野深の牧場で誕生。母アサマミドリは北野豊吉の持馬で、現役時代は未勝利で繁殖入り後2年間不受胎が続いていた。1964年に野村正信が預かることとなり、「イキのいいアラブでも」とライジングホースが選ばれた。育成時代には人の手を焼かせることはなかったという。
2歳秋に公営・大井競馬場の安藤栄作厩舎に入り、高柳恒男騎手と最初のコンビを組むことになる。
明け3歳の1968年1月1日に1000mの新馬戦でデビューし3着。以降4、1、2、1、4、6、1、1、1、1、3、1着の成績をあげてオープン入り。この直後に靱帯を痛めて1年4か月の休養に入る。1969年12月の復帰戦でレース中に蹄骨骨折を発症し競走馬を引退した。
当時日本中央競馬会馬事公苑に所属していた中俣修が1969年の暮れに大井競馬場の知人から「面白そうな馬がいる」と連絡を受け、すぐに見に行き一目ぼれして引き取ることになった。半年間は治療に専念したが、中俣の調教により馬場馬術競技馬として開花したアサマリュウは国内では無敵ともいえる成績を収める。
1978年欧州遠征メンバーに選ばれた中俣とアサマリュウは7月9日に西ドイツに向けて出国、ヨーロッパ各地の国際大会を転戦した。1980年モスクワオリンピックはボイコットのため参戦することが叶わなかったが、ボイコット国の選手たちの代替大会となったCHIO Aachenのグランプリで63.7%の4位、グランプリスペシャルで5位、自由演技 No.2で2位の成績を収め、1980年8月4日に凱旋帰国した。
1982年、中俣とともに再びヨーロッパに渡り、6月22日から27日、西ドイツのアーヘン大会で3位入賞。続いて8月25日、スイスのローザンヌで行われるローザンヌ馬場馬術世界選手権大会を目指して三度ヨーロッパに向かい、ドイツに滞在していたが、7月9日に心臓麻痺をきたして17歳で客死する。日本国内においては55戦49勝を挙げた。

## 血統表
| アサマリュウの血統（ベンドア系/トウルヌソル4×4=12.5%/「アア」表記はアングロアラブ種 「アラ」表記はアラブ種） | アサマリュウの血統（ベンドア系/トウルヌソル4×4=12.5%/「アア」表記はアングロアラブ種 「アラ」表記はアラブ種） | アサマリュウの血統（ベンドア系/トウルヌソル4×4=12.5%/「アア」表記はアングロアラブ種 「アラ」表記はアラブ種） | （血統表の出典）                   | （血統表の出典）                   |
| 父 アア ライジングホース 1956 黒鹿毛                                                                         | 父の父ライジングフレーム 1925 鹿毛                                                                           | The Phoenix 1940                                                                                             | Chateau Bouscaut 1927              | Chateau Bouscaut 1927              |
| 父 アア ライジングホース 1956 黒鹿毛                                                                         | 父の父ライジングフレーム 1925 鹿毛                                                                           | The Phoenix 1940                                                                                             | Fille de Poete 1935                |                                    |
| 父 アア ライジングホース 1956 黒鹿毛                                                                         | 父の父ライジングフレーム 1925 鹿毛                                                                           | Admirable 1942                                                                                               | Nearco 1935                        | Nearco 1935                        |
| 父 アア ライジングホース 1956 黒鹿毛                                                                         | 父の父ライジングフレーム 1925 鹿毛                                                                           | Admirable 1942                                                                                               | Silvia 1927                        |                                    |
| 父 アア ライジングホース 1956 黒鹿毛                                                                         | 父の母アラ 栄忍 1936 鹿毛                                                                                    | アラ ニグリス 1927                                                                                           |                                    |                                    |
| 父 アア ライジングホース 1956 黒鹿毛                                                                         | 父の母アラ 栄忍 1936 鹿毛                                                                                    | アラ ニグリス 1927                                                                                           |                                    |                                    |
| 父 アア ライジングホース 1956 黒鹿毛                                                                         | 父の母アラ 栄忍 1936 鹿毛                                                                                    | アラ コハイランエフ 1919                                                                                     | アラ コハイランラシード一ノ四 1909 | アラ コハイランラシード一ノ四 1909 |
| 父 アア ライジングホース 1956 黒鹿毛                                                                         | 父の母アラ 栄忍 1936 鹿毛                                                                                    | アラ コハイランエフ 1919                                                                                     |                                    |                                    |
| 母 アサマミドリ 1959 鹿毛                                                                                    | 母の父メイヂヒカリ 1952 鹿毛                                                                                 | クモハタ 1936 栗毛                                                                                           | トウルヌソル 1922                  | トウルヌソル 1922                  |
| 母 アサマミドリ 1959 鹿毛                                                                                    | 母の父メイヂヒカリ 1952 鹿毛                                                                                 | クモハタ 1936 栗毛                                                                                           | 星旗 1924                          |                                    |
| 母 アサマミドリ 1959 鹿毛                                                                                    | 母の父メイヂヒカリ 1952 鹿毛                                                                                 | シラハタ 1945 黒鹿毛                                                                                         | プリメロ 1931                      | プリメロ 1931                      |
| 母 アサマミドリ 1959 鹿毛                                                                                    | 母の父メイヂヒカリ 1952 鹿毛                                                                                 | シラハタ 1945 黒鹿毛                                                                                         | 第四バツカナムビユーチー 1940      |                                    |
| 母 アサマミドリ 1959 鹿毛                                                                                    | 母の母カセン 1952 栃栗毛                                                                                     | トキノチカラ 1936                                                                                            | トウルヌソル 1922                  | トウルヌソル 1922                  |
| 母 アサマミドリ 1959 鹿毛                                                                                    | 母の母カセン 1952 栃栗毛                                                                                     | トキノチカラ 1936                                                                                            | 星谷 1925                          |                                    |
| 母 アサマミドリ 1959 鹿毛                                                                                    | 母の母カセン 1952 栃栗毛                                                                                     | 昇恩 1944 | 月友 1932                          | 月友 1932                          |
| 母 アサマミドリ 1959 鹿毛                                                                                    | 母の母カセン 1952 栃栗毛                                                                                     | 昇恩 1944 | 伯麗 1931 F-No.2-n                 |                                    |
| 出典 | 1. | 1. | 1.                                 | 1.                                 |